# Skottsäkert glas

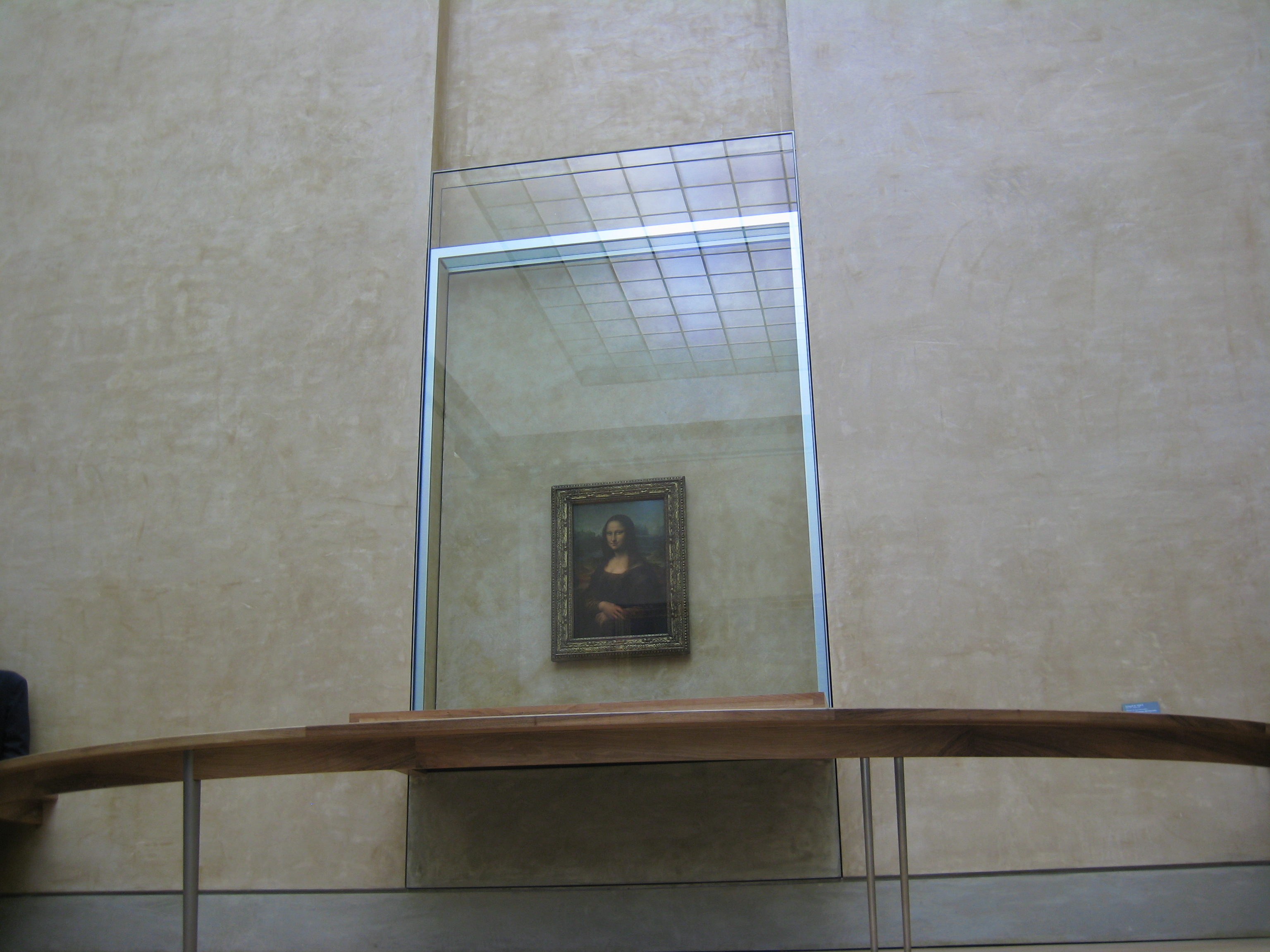
Mona Lisa hänger innanför skottsäkert glas i Louvren

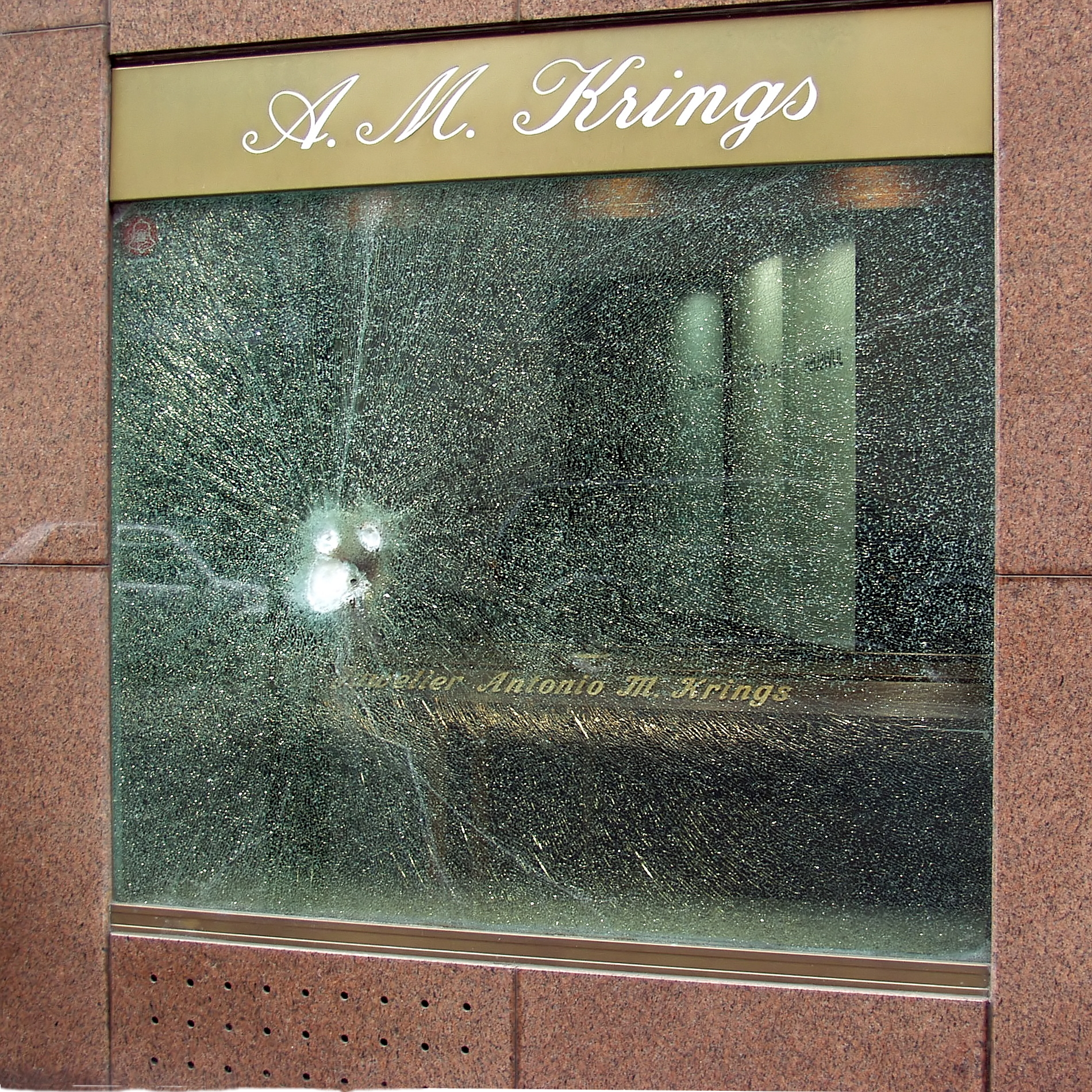
Skottsäkert glas i en juvelerarbutik efter ett inbrottsförsök

Skottsäkert glas är ett samlingsbegrepp för glas som är motståndskraftigt mot penetration av till exempel projektiler från handeldvapen. 
För att tillverka skottsäkert glas använder man ett starkt men transparent material, som till exempel polykarbonat, termoplast eller genom att använda laminerat glas. Resultatet är ett material med utseende och optiska egenskaper som vanligt glas, men med olika grader av skydd mot handeldvapen. 